# Liste der Baudenkmale in Potsdam/Z
Dieser Teil der Liste beinhaltet die Denkmale in Potsdam, die sich in Straßen befinden, die mit Z beginnen. Der Stand der Liste ist der 31. Dezember 2020.

## Legende
In den Spalten befinden sich folgende Informationen:
- ID-Nr.: Die Nummer wird vom Brandenburgischen Landesamt für Denkmalpflege vergeben. Ein Link hinter der Nummer führt zum Eintrag über das Denkmal in der Denkmaldatenbank. In dieser Spalte kann sich zusätzlich das Wort Wikidata befinden, der entsprechende Link führt zu Angaben zu diesem Denkmal bei Wikidata.
- Lage: die Adresse des Denkmales und die geographischen Koordinaten. Link zu einem Kartenansichtstool, um Koordinaten zu setzen. In der Kartenansicht sind Denkmale ohne Koordinaten mit einem roten beziehungsweise orangen Marker dargestellt und können in der Karte gesetzt werden. Denkmale ohne Bild sind mit einem blauen bzw. roten Marker gekennzeichnet, Denkmale mit Bild mit einem grünen beziehungsweise orangen Marker.
- Bezeichnung: Bezeichnung in den offiziellen Listen des Brandenburgischen Landesamtes für Denkmalpflege. Ein Link hinter der Bezeichnung führt zum Wikipedia-Artikel über das Denkmal.
- Beschreibung: die Beschreibung des Denkmales
- Bild: ein Bild des Denkmales und gegebenenfalls einen Link zu weiteren Fotos des Baudenkmals im Medienarchiv Wikimedia Commons

## Baudenkmale
| ID-Nr.   | Lage                                                                     | Bezeichnung | Beschreibung                                                             | Bild |
| -------- | ------------------------------------------------------------------------ | --- | ------------------------------------------------------------------------ | --- |
| 09156596 | Brandenburger Vorstadt Zeppelinstraße 24 (Lage)                          | Gärtnerwohnhaus mit Einfriedung |                                                                          | Gärtnerwohnhaus mit Einfriedung |
| 09155810 | Brandenburger Vorstadt Zeppelinstraße 37 (Lage)                          | Viktoria-Garten (jetzt Charlott-Lichtspieltheater) mit Gedenktafel zur Erinnerung an das größte Versammlungslokal der Arbeiterbewegung in den Jahren 1890–1918                          | Die Gebäude sind ungenutzt und zerfallen (August 2013).                  | Viktoria-Garten (jetzt Charlott-Lichtspieltheater) mit Gedenktafel zur Erinnerung an das größte Versammlungslokal der Arbeiterbewegung in den Jahren 1890–1918                          |
| 09157187 | Brandenburger Vorstadt Zeppelinstraße 38–44 (Lage)                       | Häuserzeile |                                                                          | [[Vorlage:Bilderwunsch/code!/C:52.392242,13.034344!/D:Brandenburger Vorstadt Zeppelinstraße 38–44, Häuserzeile!/\|BW]]                                                                  |
| 09157071 | Brandenburger Vorstadt Zeppelinstraße 113 (Lage)                         | Wohnhaus |                                                                          | [[Vorlage:Bilderwunsch/code!/C:52.381258,13.017902!/D:Brandenburger Vorstadt Zeppelinstraße 113, Wohnhaus!/\|BW]]                                                                       |
| 09156199 | Potsdam West Zeppelinstraße 114–117 (Lage)                               | Villa Carlshagen mit Garten, Vorgarten und Resten der Einfriedung | Siehe Olympischer Weg 1                                                  | Villa Carlshagen mit Garten, Vorgarten und Resten der Einfriedung |
| 09156690 | Brandenburger Vorstadt Zeppelinstraße 123 (Lage)                         | Wohnhaus Jonas/Dr. Hachfeld mit Garten |                                                                          | [[Vorlage:Bilderwunsch/code!/C:52.383953,13.02338!/D:Brandenburger Vorstadt Zeppelinstraße 123, Wohnhaus Jonas/Dr. Hachfeld mit Garten!/\|BW]]                                          |
| 09155809 | Brandenburger Vorstadt Zeppelinstraße 126-128, Kastanienallee 22c (Lage) | Villa Ingenheim mit Nebengebäuden und Parkanlage sowie Bootshaus (Kastanienallee 22c)                                                                                                   |                                                                          | Villa Ingenheim mit Nebengebäuden und Parkanlage sowie Bootshaus (Kastanienallee 22c)                                                                                                   |
| 09155808 | Brandenburger Vorstadt Zeppelinstraße 136 (Lage)                         | Dampfmahlmühle der Preußischen Seehandlung mit Magazin, Speicher und Beamtenwohnhäusern                                                                                                 |                                                                          | weitere Bilder |
| 09157237 | Brandenburger Vorstadt Zeppelinstraße 146 (Lage)                         | Bahnhof Charlottenhof |                                                                          | Bahnhof Charlottenhof |
| 09157186 | Brandenburger Vorstadt Zeppelinstraße 147 (Lage)                         | Wohnhaus mit Gaststätte |                                                                          | [[Vorlage:Bilderwunsch/code!/C:52.393195,13.036815!/D:Brandenburger Vorstadt Zeppelinstraße 147, Wohnhaus mit Gaststätte!/\|BW]]                                                        |
| 09156775 | Brandenburger Vorstadt Zeppelinstraße 153 (Lage)                         | Mietwohnhaus |                                                                          | Mietwohnhaus |
| 09156201 | Brandenburger Vorstadt Zeppelinstraße 154–161 (Lage)                     | Mietshausblock („Beyertt-Block“) mit Ehrenhof und Einfriedung |                                                                          | Mietshausblock („Beyertt-Block“) mit Ehrenhof und Einfriedung |
| 09156597 | Brandenburger Vorstadt Zeppelinstraße 164a (Lage)                        | Villa Saran mit Einfriedung |                                                                          | Villa Saran mit Einfriedung |
| 09157163 | Brandenburger Vorstadt Zeppelinstraße 189 (Lage)                         | Villa Brandt mit Gartengrundstück und Einfriedung | Die Villa Brandt wurde 1843/44 nach Plänen von Ludwig Persius errichtet. | Villa Brandt mit Gartengrundstück und Einfriedung |
| 09156202 | Brandenburger Vorstadt Zimmerstraße 10, 11 (Lage)                        | Hans-Otto-Theater, ehemaliges Gesellschaftshaus „Zum Alten Fritz“ (Vorderhaus mit Kassenhalle und Gedenktafel zum Vereinigungsparteitag von KPD und SPD des Landes Brandenburg zur SED) |                                                                          | Hans-Otto-Theater, ehemaliges Gesellschaftshaus „Zum Alten Fritz“ (Vorderhaus mit Kassenhalle und Gedenktafel zum Vereinigungsparteitag von KPD und SPD des Landes Brandenburg zur SED) |
| 09157234 | Brandenburger Vorstadt Zum Bahnhof Pirschheide 1, 1a, 3 (Lage)           | Bahnhof Potsdam-Pirschheide mit gepflastertem Vorplatz |                                                                          | weitere Bilder |
| 09156264 | Waldstadt I Zur Nuthe 1–32, Am Stadtrand 1–44, Meisenweg 1–8 (Lage)      | Selbsthilfe-Siedlung „Am Nuthestrand“ |                                                                          | Selbsthilfe-Siedlung „Am Nuthestrand“ |